# Parafia Ewangelicko-Augsburska w Bładnicach

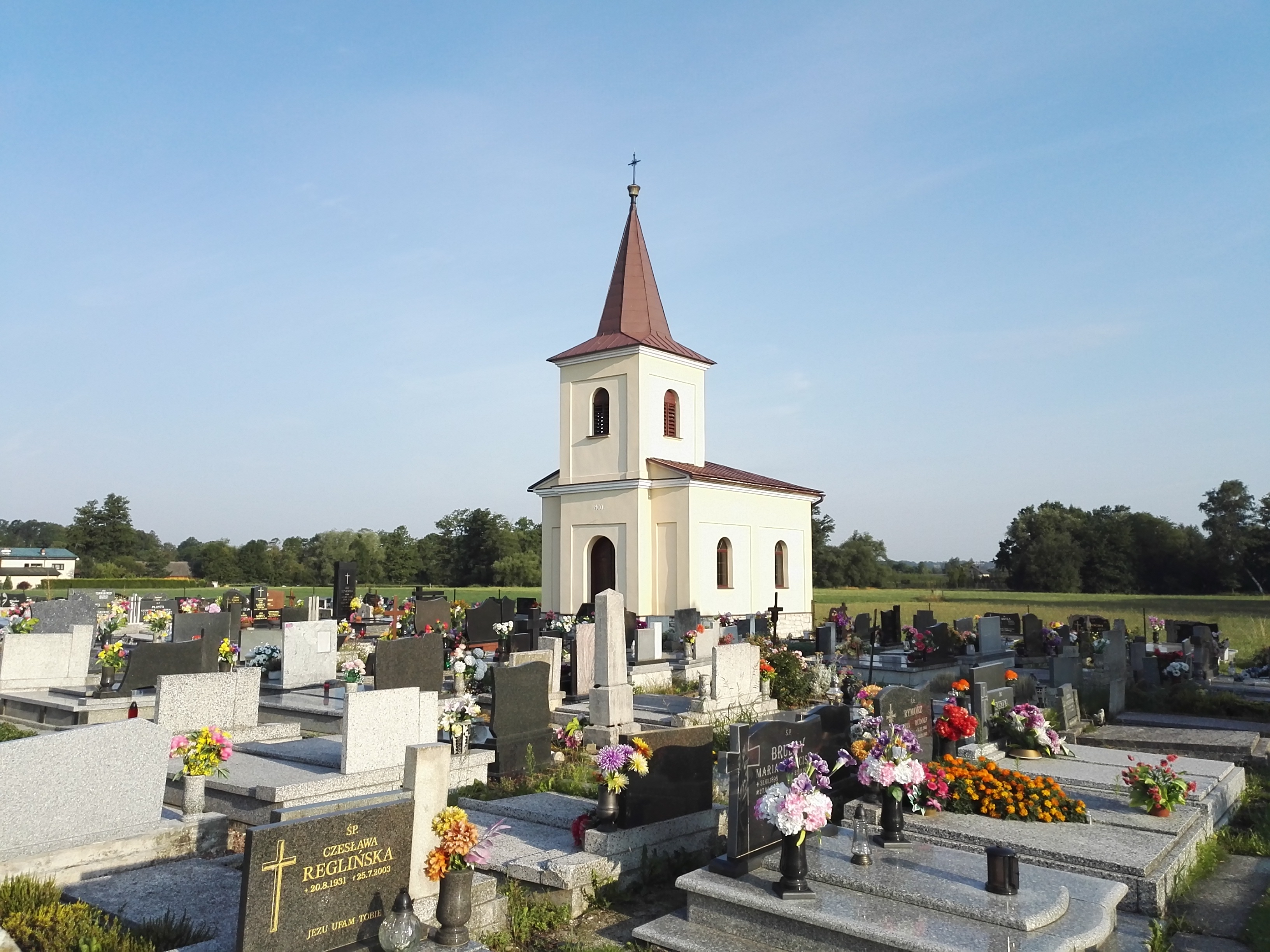
Cmentarz ewangelicki z kaplicą w Bładnicach

Parafia Ewangelicko-Augsburska w Bładnicach – parafia luterańska w Bładnicach, należąca do diecezji cieszyńskiej Kościoła Ewangelicko-Augsburskiego w RP.

## Historia
Po wydaniu patentu tolerancyjnego Bładnice wraz z sąsiednimi miejscowościami stały się częścią powstałej dzięki temu Parafii Ewangelicko-Augsburskiej w Ustroniu. W 1898 we wsi założony został cmentarz ewangelicki, na którym w 1900 wzniesiona została kostnica z dzwonnicą, która wykorzystywana jest jako kaplica pogrzebowa.
W celu uruchomienia szkoły ewangelickiej dla wsi Bładnice Dolne, Harbutowice, Międzyświeć i Wilamowice, w 1843 w Bładnicach od gospodarza Wojnara wynajęty został budynek, w którym urządzono nową placówkę oświatową. Stanowisko pierwszego pracującego w niej nauczyciela objął Jan Hojdycz. W późniejszych latach, po przyjęciu na terenie kraju nowej ustawy szkolnej, mieszkańcy miejscowości wraz z proboszczem ustrońskiej parafii ks. Jerzym Janikiem wystosowali prośbę do władz o zezwolenie na budowę nowego obiektu dla szkoły. Spotkała się ona z aprobatą, wobec czego w 1873 poświęcona została nowa siedziba placówki. Nauczanie zaczął w niej prowadzić wówczas Jan Ciahotny, pochodzący z Koniakowa. Dekretem władz państwowych z 1875 bładnicka szkoła ewangelicka została przeorganizowana w placówkę publiczną, której dyrektorem został Jan Ciahotny. Szkoła funkcjonowała w tej lokalizacji do 1950, kiedy w wyniku przebudowy budynku w Nierodzimiu powstałego w 1928 jako dom wypoczynkowy Stowarzyszenia „Rodzina Policyjna” Województwa Śląskiego otrzymała nową siedzibę i została przeniesiona do tej miejscowości.
Budynek dawnej szkoły w Bładnicach był wykorzystywany przez parafię w Ustroniu jako kaplica filialna. W jego sąsiedztwie 13 czerwca 1992 poświęcony został nowo wybudowany budynek plebanii, w którym urządzone zostało mieszkanie dla ks. Adriana Korczago, wikariusza ustrońskiej parafii. W 1993 został on ordynowany na stanowisko proboszcza pomocniczego rezydującego w Bładnicach.
Następnie postanowiono o budowie kościoła filialnego na terenie wsi. Z racji potrzeby pozyskania placu pod budowę, dokonano rozbiórki połowy dawnej szkoły. Zachowanie pozostałej części budynku nastąpiło w celu utrzymania ciągłości organizowania nabożeństw w tej części obiektu. Prace rozpoczęte zostały jeszcze w 1993. 9 kwietnia 1995 rozpoczęto prowadzenie nabożeństw w „dolnym kościele”, a 11 września 1999 poświęcony został cały, ukończony kościół Apostoła Pawła, wchodzący w skład parafii w Ustroniu. Pozostała część dawnej szkoły została wyburzona.
W 2000 utworzona została samodzielna Parafia Ewangelicko-Augsburska w Bładnicach, której proboszczem-administratorem został ks. Adrian Korczago. W 2002 został on wybrany na urząd pierwszego w jej historii własnego proboszcza. 
W 2005 parafia zrzeszała ok. 600 wiernych.
W związku z rezygnacją ks. Korczago ze stanowiska w celu poświęcenia się całkowicie pracy naukowej i dydaktycznej, 22 października 2006 w urząd proboszcza wprowadzony został ks. Marcin Markuzel, pełniący do tej pory stanowisko proboszcza-administratora parafii w Węgrowie. Akt ordynacji został przeprowadzony przez biskupa diecezji cieszyńskiej ks. Pawła Anweilera, któremu towarzyszyli ks. Adrian Korczago oraz ks. Janusz Staszczak. W uroczystości wzięli udział ponadto m.in. prezes Synodu Kościoła Ewangelicko-Augsburskiego w RP ks. Jan Gross, ks. dziekan płk. Zbigniew Kowalczyk, ks. Janusz Staszczak, siostra diakonisa Aniela Kawulok, burmistrzowie Skoczowa i Ustronia, przewodnicząca Rady Miasta Ustronia Emilia Czembor, członkowie Rad Parafialnych z Bładnic i Ustronia oraz delegaci partnerskiej parafii z Niemiec.
Do 2013 w kaplicy cmentarnej wykorzystywane były dwa sterowane ręcznie dzwony z 1924, wyprodukowane w zakładzie ludwisarskim w Bochum. W 2013 kaplica została zelektryfikowana, zamontowano trzy nowe, automatycznie uruchamiane dzwony, a we wrześniu 2013 miał miejsce remont jej elewacji.

## Działalność
Nabożeństwa w kościele Apostoła Pawła w Bładnicach prowadzone są w każdą niedzielę i święta. W trakcje nabożeństw niedzielnych odbywają się zajęcia szkółki niedzielnej dla dzieci, a po nabożeństwach mają miejsce spotkania w ramach „herbatki parafialnej”.
Ponadto funkcjonuje klubik parafialny dla dzieci, odbywają się spotkania młodzieży szkolnej oraz dla młodzieży studiującej i pracującej. Prowadzona jest nauka konfirmacyjna, godzina modlitewna, godzina biblijna oraz spotkania Koła Pań.
Przy parafii działa chór „Laudate”, chórek dziecięcy „Serduszka”, a także założona w październiku 2010 grupa wokalna „Credo” oraz ognisko muzyczne, zajmujące się nauką gry na instrumentach dętych oraz flecie prostym.
Parafia organizuje nauczanie katechetyczne w przedszkolu oraz szkole podstawowej.